# 2025년 동계 아시안 게임 중화인민공화국 선수단
2025년 동계 아시안 게임 중화인민공화국 선수단은 2025년 2월 7일부터 14일까지 중화인민공화국 하얼빈에서 열리는 2025년 동계 아시안 게임에 참가중인 중화인민공화국 선수단이다.

## 선수단
아래 표는 종목별, 성별 중화인민공화국 대표단 선수 수이다.
| 종목             | 남자 | 여자 | 합계 |
| ---------------- | ---- | ---- | ---- |
| 바이애슬론       | 6    | 6    | 12   |
| 쇼트트랙         | 6    | 6    | 12   |
| 스노보드         | 6    | 6    | 12   |
| 스키마운티니어링 | 4    | 4    | 8    |
| 스피드스케이팅   | 10   | 10   | 20   |
| 아이스하키       | 23   | 23   | 46   |
| 알파인스키       | 4    | 4    | 8    |
| 컬링             | 5    | 5    | 10   |
| 크로스컨트리     | 6    | 6    | 12   |
| 프리스타일       | 10   | 10   | 20   |
| 피겨스케이팅     | 5    | 5    | 10   |
| 합계             | 85   | 85   | 170  |

## 종목별 성적

### 바이애슬론
남자
- 거우전둥
- 구창
- 쑹천
- 옌싱위안
- 우한투
- 후웨이야오

여자
- 멍판치
- 원잉
- 추위안멍
- 츠옌민
- 탕자린

### 쇼트트랙
남자
- 리원룽
- 류사오앙
- 류사오린
- 린샤오쥔
- 쑨룽

여자
- 판커신

### 스노보드
남자
여자

### 스키마운티니어링
남자
여자

### 스피드스케이팅
남자
- 가오팅위

여자

### 아이스하키
남자
여자

### 알파인스키
남자
여자

### 컬링
남자
여자
믹스더블

### 크로스컨트리
남자
- 바오린
- 왕창
- 리밍린
- 천더건
- 츠런잔두이
- 싸이무하얼 싸이리커

여자
- 디니거얼 이라무장
- 리레이
- 멍훙롄
- 천링솽
- 츠춘쉐

### 프리스타일
남자
여자

### 피겨스케이팅
남자
- 다이다이웨이
- 천위둥

여자
- 주이